# عنصر ما بعد اليورانيوم
في الكيمياء عنصر ما وراء اليورانيوم أو عنصر ما بعد اليورانيوم أو العناصر فائقة الثقل هي العناصر الأثقل من اليورانيوم أي ذات الأعداد الذرية الأكبر من 92. وهي غير مستقرة فبسبب نشاطها الإشعاعي لا تبقى على حالها بل تتحلل إلى عناصر أخفّ. لا تتواجد هذه العناصر في الطبيعة على الأرض، ما عدا كميات صغيرة جدّا. من الممكن إنتاجها في معجلات الجسيمات أو بواسطة اندماج نووي.

## اقرأ أيضا
- وفرة العناصر الكيميائية